# Ingeburg Friedrich
Ingeburg Friedrich (ur. 23 stycznia 1941) – niemiecka lekkoatletka, specjalistka pchnięcia kulą. W czasie swojej kariery startowała w barwach Niemieckiej Republiki Demokratycznej.
Zdobyła brązowy medal w pchnięciu kulą na europejskich igrzyskach halowych w 1969 w Belgradzie, za swą koleżanką z reprezentacji NRD Maritą Lange i Iwanką Christową z Bułgarii. Także na letniej uniwersjadzie w 1970 w Turynie wywalczyła brązowy medal, ulegając tylko Nadieżdzie Cziżowej ze Związku Radzieckiego i swej rodaczce Hannelore Friedel.
Była wicemistrzynią NRD w pchnięciu kulą w 1970 i brązową medalistką w tej konkurencji w 1966. W hali była mistrzynią NRD w pchnięciu kulą w 1967 i 1969, wicemistrzynią w 1972 oraz brązową medalistką w 1965, 1966 i 1968.
Jej rekord życiowy w pchnięciu kulą wynosił 18,81 m. Został ustanowiony 18 czerwca 1972 w Eisenach.